# Westendorf (Ausztria)
Westendorf település Ausztriában, Tirolban a Kitzbüheli járásban található. Területe 95,52 km², lakosainak száma 3 652 fő, népsűrűsége pedig 38 fő/km² (2014. január 1-jén). A település 783 méteres tengerszint feletti magasságban helyezkedik el.

## Fordítás
- Ez a szócikk részben vagy egészben  a   Westendorf, Tyrol című angol Wikipédia-szócikk ezen változatának fordításán alapul.  Az eredeti cikk szerkesztőit annak laptörténete sorolja fel. Ez a jelzés csupán a megfogalmazás eredetét és a szerzői jogokat jelzi, nem szolgál a cikkben szereplő információk forrásmegjelöléseként.